# Xã Benton, Quận Newton, Missouri
Xã Benton (tiếng Anh: Benton Township) là một xã thuộc quận Newton, tiểu bang Missouri, Hoa Kỳ. Năm 2010, dân số của xã này là 681 người.